# Mosquée de l’émir Aqsunqur al-Nasiri
 (mars 2024).
La  Mosquée de l’émir Aqsunqur al-Nasiri est une mosquée et le mausolée de l’émir mamelouk Aqsunqur al-Nasiri au Caire en Égypte. L’édifice fut complété en 1347, et fut partiellement reconstruit par l’émir ottoman Ibrahim Agha en 1652.

## Voir également
- Architecture mamelouke

## Référence
- (en) D. Behrens-Abouseif, Cairo of the Mamluks, Ed. I.B.Tauris, 2007, p. 187.